# Крысиная стая
Крысиная стая (англ. Rat Pack) — неформальное творческое содружество самых известных звёзд американского кино и шоу-бизнеса, которое сформировалось вокруг Хамфри Богарта и его супруги Лорен Бэколл в конце 1940-х годов. Содружество развивалось, трансформировалось по составу участников и продолжало творческую деятельность в кино, на телевидении, и на концертной эстраде до начала 1990-х годов. В 1950-х, 1960-х и 1970-х годах лидеры крысиной стаи — Фрэнк Синатра, Дин Мартин, Сэмми Дэвис — часто выступали в концертных залах Лас-Вегаса и на телевидении с импровизированными комическими и музыкальными номерами. Особый успех у зрителей получило придуманное Фрэнком Синатрой внезапное появление в концерте или телепрограмме одного из участников стаи ещё нескольких необъявленных звёзд, которые украшали программу и повышали интерес публики к таким неожиданным приятным сюрпризам.

## Первоначальный состав стаи
Лорен Бэколл называла «крысиной стаей» гостей её с Богартом дома в районе Холмби Хиллз (англ.) на западе Лос-Анджелеса. Постоянными участниками вечеринок стаи были Фрэнк Синатра, Ава Гарднер, Нэт Кинг Коул, Эррол Флинн, Микки Руни, Кэри Грант, Джуди Гарланд и другие звезды Голливуда. За Бэколл уже в конце 1940-х годов закрепился почётный титул «хозяйки логова».

## Второй состав стаи
После смерти Богарта в 1957 году состав содружества постепенно трансформировался под влиянием Синатры. После обручения Бэколл и Синатра стали жить в новом доме Синатры в Труздейл-Эстейтс (англ., Беверли Хиллз), который был построен по заказу Синатры с использованием самых передовых технологий для развлечения гостей: мобильные стены, двигающаяся кровать, высококачественная техника для музыки, кино и телевидения. К этому времени творческое содружество пополнилось певцами Дином Мартином и Сэмми Дэвисом, а также актёрами Джои Бишопом и Питером Лоуфордом. Последний был зятем будущего президента Кеннеди, что обеспечивало «крысиной стае» и лично Синатре связи на самом высоком уровне.
В 1960 году Льюис Майлстоун снял членов «крысиной стаи» в фильме-ограблении «Одиннадцать друзей Оушена». Молодые актрисы Мэрилин Монро, Джульет Прауз, Энджи Дикинсон и Ширли Маклейн часто проводили время в компании Синатры и даже имели прозвание «талисманов крысиной стаи».
- Фрэнк Синатра (1957)
- Дин Мартин (1960)
- Сэмми Дэвис (1964)
- Питер Лоуфорд (1955)
- Джоуи Бишоп (1967)
- Ширли Маклейн (1960)

Однако в 1962 году Лоуфорд был изгнан из содружества после его доноса с целью опорочить Синатру перед президентом Кеннеди, которому Синатра помог на выборах. Крысиная стая не прощала предателей. Синатра больше никогда не приглашал Лоуфорда и заменил его другими актёрами во всех последующих кинофильмах и телепрограммах.
Постаревшие участники «крысиной стаи» в последний раз появились вместе на экране в комедии «Гонки „Пушечное ядро“ 2» 1984 года, а в конце 1980-х годов совместно дали несколько концертов. Со смертью Дина Мартина в 1995 году и Фрэнка Синатры в 1998 году закончилась история творческого содружества, которое отчасти олицетворяло гламурный гедонизм Голливуда 1950-х и 1960-х годов.

## В культуре
- Крысиная стая — телефильм Роба Коэна 1998 года для телеканала HBO.